# Graafschap Tengen
Het graafschap Tengen was een binnen de Zwabische Kreits gelegen vorstelijk graafschap binnen het Heilige Roomse Rijk, met als centrum Tengen in Baden-Württemberg
De heerlijkheid Tengen bestond oorspronkelijk uit twee kleine steden: Tengen-Hinterburg en Tengen-Vorderstadt.

## De heerlijkheid Hinter-Tengen
De heerlijkheid Hinter-Tengen werd in 1275 door Hendrik van Tengen aan de heren van Klingenberg verkocht en kwam in 1305 aan het aartshertogdom Oostenrijk. In 1387 werd de heerlijkheid aan de heren van Klingenberg verpand. De vrijheren van Bodman-Jungingen verwierven de heerlijkheid in 1462, waarna ze in 1488 aan de commanderij Mainau van de Duitse Orde kwam. Door de Vrede van Presburg van 26 december 1805 kwam de commanderij en dus ook de heerlijkheid Hintertengen aan het keurvorstendom Baden.

## De heerlijkheid Vorder-Tengen
De Vorderstadt en het grootste deel van de burcht bleef in het bezit van de vrijheren van Tengen. De vrijheren werden in 1422 tot graaf verheven. In 1522 verkochten ze de heerlijkheid aan Oostenrijk. In 1534 werd de heerlijkheid verenigd met het Oostenrijkse Landgraafschap Nellenburg. In 1651 werd de heerlijkheid verpand aan de vrijheren van Rost.

## Het vorstelijk graafschap Tengen
In 1663 werd Johan Weikrad van Auersperg beleend met de stad en de heerlijkheid Tengen, inclusief de landgrafelijke rechten van Nellenburg. Vervolgens werd de heerlijkheid op 14 maart 1664 tot vorstelijk graafschap verheven. Hierdoor kreeg Auersperg een zetel in de Rijksdag en in de Zwabische Kreits. Omdat de landshoogheid bij Nellenburg bleef, was het graafschap gelijktijdig reichsunmittelbar en landsässig.
Artikel 24 van de Rijnbondakte van 12 juli 1806 stelt het graafschap Tengen onder de soevereiniteit van het groothertogdom Baden: de mediatisering.